# Farmacia El Globo

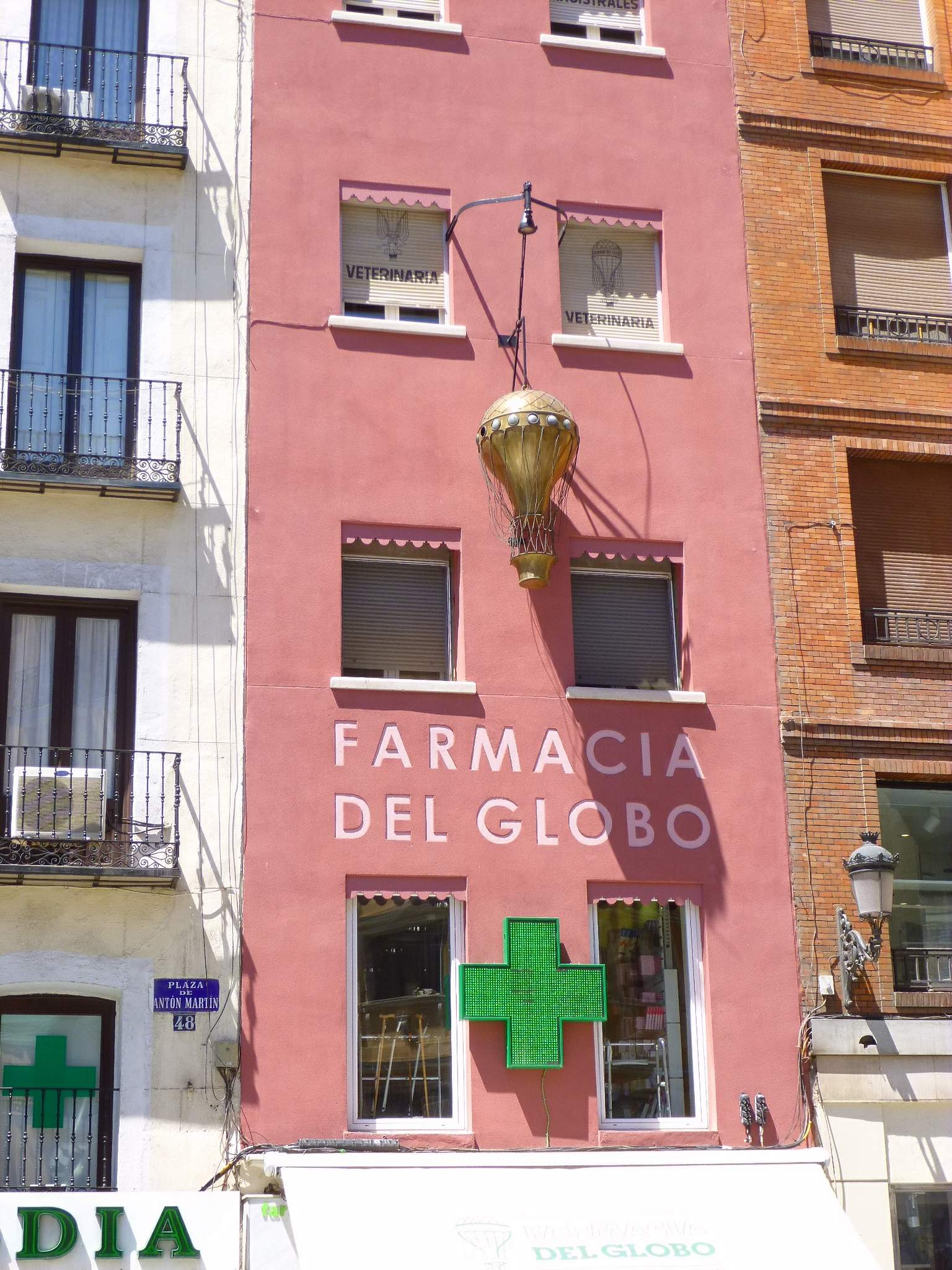
Fachada de la Farmacia, en 2015. A la izquierda es visible la placa del callejero, en la fachada del n.º 48.

La farmacia «El Globo» es un establecimiento farmacéutico de Madrid (España), situado en el número 46 de la calle de Atocha, dentro del espacio conocido como plaza de Antón Martín, y haciendo esquina con la calle de Santa Isabel en su intersección con la calle de la Magdalena. Abierta hacia 1869 o 1870 por el farmacéutico Miguel González Gallardo, se hizo popular por el gran farol en forma de globo colgado en la fachada (un primitivo recurso publicitario usado en los establecimientos ingleses de farmacia, herbolarios y droguerías, que luego sería sustituido en Occidente por la cruz verde). Con el tiempo, el farol fue reemplazado por un globo Montgolfier de los orígenes de la aerostática. Queda noticia de que en el piso tercero del edificio en cuyo entresuelo y planta baja se encontraba entonces la botica, vivió Santiago Ramón y Cajal durante algunos años.
Durante la batalla de Madrid en la guerra civil española, el edificio vecino fue alcanzado por el bombardeo, causando daños también en el número 46, haciendo necesaria la reconstrucción de los pisos superiores. Con el tiempo, la farmacia compró todo el inmueble.
La farmacia tiene relación con otros establecimientos del mismo nombre en Madrid , en Sevilla y en Córdoba.